# Segunda División A 1993/94
De Segunda División A 1993/94 was het 63ste seizoen van het tweede niveau van het Spaans voetbalkampioenschap.   Het ging van start op 4 september 1993 en eindigde op 15 mei 1994.

## Eindklassement
|     | Club                   | WG | W  | G  | V  | DV | DT | P  |                                                     |
| --- | ---------------------- | -- | -- | -- | -- | -- | -- | -- | --------------------------------------------------- |
| 1º  | RCD Espanyol           | 38 | 20 | 12 | 6  | 59 | 25 | 52 | Promotie naar de Primera División                   |
| 2ª  | Real Betis             | 38 | 22 | 7  | 9  | 66 | 38 | 51 | Promotie naar de Primera División                   |
| 3º  | SD Compostela          | 38 | 21 | 7  | 10 | 56 | 36 | 49 | Eindronde, met promotie naar de Primera División    |
| 4º  | CD Toledo              | 38 | 18 | 11 | 9  | 50 | 32 | 47 | Eindronde, zonder promotie naar de Primera División |
| 5º  | RCD Mallorca           | 38 | 20 | 7  | 11 | 66 | 39 | 47 |                                                     |
| 6º  | Real Madrid Castilla   | 38 | 19 | 8  | 11 | 57 | 41 | 46 |                                                     |
| 7º  | Hércules CF            | 38 | 16 | 12 | 10 | 41 | 35 | 44 |                                                     |
| 8º  | FC Barcelona Atlètic   | 38 | 11 | 17 | 10 | 59 | 51 | 39 |                                                     |
| 9º  | CP Mérida              | 38 | 12 | 13 | 13 | 47 | 31 | 37 |                                                     |
| 10º | SD Eibar               | 38 | 10 | 15 | 13 | 30 | 40 | 35 |                                                     |
| 11º | CD Badajoz             | 38 | 12 | 11 | 15 | 45 | 46 | 35 |                                                     |
| 12º | Club Atlético Marbella | 38 | 10 | 15 | 13 | 40 | 41 | 35 |                                                     |
| 13º | Palamós CF             | 38 | 11 | 12 | 15 | 40 | 49 | 34 |                                                     |
| 14º | Bilbao Athletic        | 38 | 10 | 14 | 14 | 46 | 52 | 34 |                                                     |
| 15º | CD Leganés             | 38 | 11 | 12 | 15 | 53 | 59 | 34 |                                                     |
| 16º | Villarreal CF          | 38 | 14 | 6  | 18 | 29 | 48 | 34 |                                                     |
| 17º | CD Castellón           | 38 | 9  | 14 | 15 | 30 | 48 | 32 | Degradatie naar de Segunda División B               |
| 18º | Real Murcia            | 38 | 10 | 11 | 17 | 40 | 64 | 31 | Degradatie naar de Segunda División B               |
| 19º | Real Burgos CF         | 38 | 10 | 6  | 22 | 38 | 68 | 26 | Degradatie naar de Segunda División B               |
| 20º | Cádiz CF               | 38 | 4  | 10 | 24 | 28 | 67 | 18 | Degradatie naar de Segunda División B               |

## Play-offs
De uitkomst van de play-offs kon maximaal leiden tot twee extra stijgers naar het hoogste niveau van het Spaans voetbal.  In een eerste duel nam de achttiende uit de hoogste reeks het op tegen de vierde uit de tweede reeks en in een tweede duel nam de zeventiende uit de hoogste reeks het op tegen de derde uit de tweede reeks. Een duel bestond uit één ronde met heen- en terugwedstrijd.
Aangezien de wedstrijd tussen Compostella en Rayo Vallecano op twee gelijke spelen eindigde, werd er op neutraal veld te Oviedo een extra barrage gespeeld.

### Heenwedstrijden
- CD Toledo - Real Valladolid 1-0
- Rayo Vallecano - SD Compostella 1-1

### Terugwedstrijden
- Real Valladolid - CD Toledo 4-0
- SD Compostella - Rayo Vallecano 0-0

### Extra barrage te Oviedo
- SD Compostella - Rayo Vallecano 3-1

## Topscorers
26 goals
- Daniel Aquino (Real Betis)

23 goals
- Goran Milojević (RCD Mallorca)

18 goals
- Roberto Martínez Celigueta (Palamós CF)

1929 · 1929/30 · 1930/31 · 1931/32 · 1932/33 · 1933/34 · 1934/35 · 1935/36 · 1936/37 · 1937/38 · 1938/39 · 1939/40 · 1940/41 · 1941/42 · 1942/43 · 1943/44 · 1944/45 · 1945/46 · 1946/47 · 1947/48 · 1948/49 · 1949/50 · 1950/51 · 1951/52 · 1952/53 · 1953/54 · 1954/55 · 1955/56 · 1956/57 · 1957/58 · 1958/59 · 1959/60 · 1960/61 · 1961/62 · 1962/63 · 1963/64 · 1964/65 · 1965/66 · 1966/67 · 1967/68 · 1968/69 · 1969/70 · 1970/71 · 1971/72 · 1972/73 · 1973/74 · 1974/75 · 1975/76 · 1976/77 · 1977/78 · 1978/79 · 1979/80 · 1980/81 · 1981/82 · 1982/83 · 1983/84 · 1984/85 · 1985/86 · 1986/87 · 1987/88 · 1988/89 · 1989/90 · 1990/91 · 1991/92 · 1992/93 · 1993/94 · 1994/95 · 1995/96 · 1996/97 · 1997/98 · 1998/99 · 1999/00 · 2000/01 · 2001/02 · 2002/03 · 2003/04 · 2004/05 · 2005/06 · 2006/07 · 2007/08 · 2008/09 · 2009/10 · 2010/11 · 2011/12 · 2012/13 · 2013/14 · 2014/15 · 2015/16 · 2016/17 · 2017/18 · 2018/19 · 2019/20 · 2020/21 · 2021/22 · 2022/23 · 2023/24 · 2024/25